# Achondrostoma arcasii
Achondrostoma arcasii е вид лъчеперка от семейство Шаранови (Cyprinidae). Видът е световно застрашен, със статут Уязвим.

## Разпространение
Разпространен е в Испания и Португалия.

## Описание
На дължина достигат до 25 cm.
Популацията им е намаляваща.